# Luis Vicente Arche y Bermejo
Luis Vicente Arche y Bermejo (Madrid, 1815 - Alhama, 1870) fou un compositor espanyol.
Estudià amb el mestre Vega, i la composició amb Ramon Carnicer. Fou primer violí de la Capella Reial i de diversos teatres, i més director d'orquestra del Príncep fins al 1865, passant després al Reial com a primer violí.
Les seves obres són molt nombroses; les peces de ball, simfonies, capricis, etc., passant de 200; deixà dues sarsueles grans i diverses en un acte, una Missa de Glòria, un Te Deum, un Miserere, una Missa Gran i una porció de Salves, lletanies i Motets.
Per la coincidència de cognoms i dates podria ser un germà més gran del també músic madrileny José Vicente Arche Bermejo (1829-1885).